# جوایز بریتانیا
جوایز بریتانیا (به انگلیسی: Britannia Awards) از سال ۱۹۸۹ هرساله توسط بفتای لس‌آنجلس، که شاخه‌ای از آکادمی هنرهای سینمایی و تلویزیونی بریتانیا (به صورت مخفف بفتا) است، به‌عنوان «یک پل بین هالیوود و تولید و سرگرمی جوامع کسب و کار بریتانیا»، برای تجلیل از افراد و شرکت‌ها که حرفه یا همکاریشان برای پیشبرد اشکال مختلف هنر در تصاویر متحرک بوده‌است، اهدا می‌شود.